# Sun City (Dél-Afrika)
Sun City egy luxus üdülőhely és kaszinóváros a Dél-afrikai Köztársaság északnyugati tartományában. A modern üdülőközpontot 1979-ben, Johannesburgtól kb. 150 km-re északnyugatra hozták létre. Az Elands folyó (afrikaans: Elandsrivier) és a Pilanesberg hegység között helyezkedik el.
Az 1992-ben átadott Lost City (Elveszett város) nevű nagy kiterjedésű új városrész épületeiben egy képzelet szülte ősi civilizáció tárul a látogató elé. A Lost City koronája a briliáns, gyönyörű Palota. Megszámlálhatatlan lépcsőfok vezet fel a Palace-hoz (Palotához), amely osztályon felüli luxusszálloda. 350 fényűző szobájában a berendezés minden darabja speciálisan megtervezett, egyedi alkotás. Afrikai jegyek uralják a Palotát.
A fő attrakciónak a játékkaszinók, valamint a szórakoztató kombinátok számítanak. Az üdülőváros ezenkívül mesterséges vízeséseket és strandokat, golfpályákat és egyéb sportlétesítményeket is kínál.
Sun City mellett terül el az 50 000 hektár nagyságú Pilanesberg Nemzeti Park, ahol elefánt, oroszlán, leopárd, víziló, orrszarvú, zsiráf, zebra, kafferbivaly és sok más állatfaj él.
A Kavarás című amerikai vígjáték nagy részét az üdülővárosban forgatták.